# Holbourne-Island-Nationalpark
Der Holbourne-Island-Nationalpark (engl.: Holbourne Island National Park) ist ein Nationalpark im Osten des australischen Bundesstaates Queensland.

## Lage
Er liegt 983 Kilometer nordwestlich von Brisbane und 37 Kilometer nordöstlich von Bowen.

## Geschichte
Holbourne Island wurde 1875 bekannt, als 18 Überlebende des Untergangs der Gothenburg die Küsten der Insel erreichten. Vier Schiffbrüchige landeten im beschädigten Backbord-Rettungsboot am 25. Februar an und überlebten, indem sie rohe Vogeleier aßen und Regenwasser tranken, das auf den Felsen der Insel in Pfützen gesammelt hatte. Am nächsten Tag kamen 14 weitere Schiffbrüchige im Steuerbord-Rettungsboot ebenfalls auf dieser Insel an. Weil ihre Rettung ungewiss war, gravierten sie ihre Namen auf der Innenseite eines großen Schildkrötenpanzers ein, der heute im South Australian Museum in Adelaide ausgestellt ist.
Am Sonntag, den 28. Februar machten sich 15 von ihnen im Steuerbord-Rettungsboot auf einen 32 Kilometer langen Weg nach Süden, weil dieser Ort eher auf der Fahrtroute der Schiffe lag. Ein Schiff war auf die Suche nach den Überlebenden der Gothenburg-Havarie geschickt worden, fischte die Gruppe auf und brachte sie sicher nach Bowen. Dann kehrte das Schiff nach Holbourne Island zurück und las die übrigen drei Überlebenden auf.
Am 2. September 2001 verließ der Stückgutfrachter Pax Phoenix den Hafen Hay Point mit dem Ziel Indien über Singapur. Bei der Vorbeifahrt an Holbourne Island bemerkte die Besatzung einen Ölteppich, der als 60 bis 80 Meter breit beschrieben wurde. Man hatte Befürchtungen, dass dieser Ölteppich die Insel und die Wildtiere verschmutzen könnte, aber er wurde dann auf die offene See hinausgetrieben, wo er sich auflöste, ohne größeren Schaden anzurichten.
Holbourne Island gilt häufig als Teil des Bermuda-Dreiecks der Korallensee, da etliche unerklärliche Vorfälle auf See in dieser Gegend registriert wurden.

## Flora und Fauna
Die Vegetation variiert von Grasland über Buschwerk auf den höheren Inselteilen bis zu tropischem Regenwald an der Küste. Ein kleiner Pisoniawald, wie er eher auf Koralleninseln vorkommt, findet sich direkt an der Küste, was für eine Insel auf dem Festlandssockel eher untypisch ist.
Holbourne Island ist auch ein Paradies für viele Seevögel und ein Nistplatz für Suppenschildkröten und Wallriffschildkröten.

## Einrichtungen und Zufahrt
Das Zelten auf Holbourne Island ist nicht gestattet und es gibt auch keine anderen Einrichtungen für Besucher.
Holbourne Island kann nur mit privaten Booten erreicht werden. Als nördlichste der Whitsunday Islands ist sie sehr entlegen.